# Ashley Judd
Pour les articles homonymes, voir Judd (homonymie).
Ashley Ciminella, dite Ashley Judd, est une actrice et militante féministe américaine, née le 19 avril 1968 à Granada Hills, quartier de Los Angeles.
Elle est révélée par le succès critique du drame Ruby in Paradise, qui obtient le Grand Prix du jury au festival de Sundance en 1993. Elle confirme en 1995 avec la comédie Smoke et le polar Heat. Mais c'est dans le registre du thriller psychologique qu'elle se fait connaitre en tant que tête d'affiche : Le Collectionneur (1997), Double Jeu (1999), Crimes et Pouvoir (2002), Instincts meurtriers (2004) et Bug (2006).
Au début des années 2010, elle évolue dans les franchises L'Incroyable Histoire de Winter le dauphin (2011), La Chute de la Maison Blanche (2013) et Divergente (2014), tout en participant aux séries télévisées Missing : Au cœur du complot (2012) et Twin Peaks (2017).

## Biographie

### Jeunesse et débuts
Ashley Tyler Ciminella est née le 19 avril 1968 à Granada Hills, un quartier de la ville de Los Angeles, en Californie.

### Formation et révélation critique
Diplômée en français de l’université du Kentucky, Ashley Judd étudie pendant de nombreuses années l'art dramatique. Elle débute sur les planches dans une version de Busted, montée par et mise en scène par Timothy Hutton, et après quelques apparitions dans des séries télévisées, elle décroche un rôle récurrent dans la série dramatique Les Sœurs Reed en 1991, alors que le programme entre dans sa seconde saison. Parallèlement, elle décroche des rôles pour des longs-métrages.
En 1992, elle fait sa première apparition au cinéma aux côtés de Christian Slater dans Kuffs, de Bruce A. Evans. Mais elle est surtout révélée au grand public en 1993 dans le rôle-titre de Ruby in Paradise de Victor Nuñez, qui obtient le grand prix du jury du festival de Sundance 1993. Elle ne reviendra donc que pour 4 épisodes de la quatrième saison des Sœurs Reed, pour se concentrer sur le cinéma. Elle sera remplacée par une autre actrice, Noelle Parker pour la sixième et dernière saison.
En 1995, si ses scènes du thriller culte Tueurs nés, d'Oliver Stone, ne finissent pas dans le montage final, elle s'impose dans le rôle de Felicity, la fille du personnage incarné par Harvey Keitel dans la comédie dramatique Smoke, de Wayne Wang. Et la même année, elle incarne l'un des quelques personnages féminins de l'acclamé polar Heat, de Michael Mann, qui confronte les deux géants italo-américains du cinéma hollywoodien, Al Pacino et Robert De Niro. Judd y incarne l'épouse du personnage joué par Val Kilmer, une autre valeur montante de sa génération. En coulisses, l'actrice fréquente la star De Niro. L'échec du petit thriller Darkly Noon, le jour du châtiment, écrit et réalisé par Philip Ridley, avec Brendan Fraser et Viggo Mortensen, passe inaperçu.

### Essor professionnel (années 1990)
L'année 1996 lui permet de confirmer son ascension : elle évolue aux côtés du quatuor de stars réuni par Joel Schumacher pour le  polar Le Droit de tuer ? : Sandra Bullock, Matthew McConaughey, Kevin Spacey et  Samuel L. Jackson. Cette fois, c'est avec McConaughey qu'elle entretient une relation sentimentale. Elle prête également ses traits à Norma Jean pour les besoins du téléfilm Norma Jean & Marilyn et enfin crève l'écran dans le film noir,souvent sous-estimé, Normal Life de John McNaughton.Elle y joue une resplendissante et amoureuse névrosée,profondement insatisfaite,entraînant son couple vers le tragique. Sans doute son meilleur rôle.
Elle perdra néanmoins le soutien de la critique pour ses rôles suivants, alors qu'elle s'installe dans le registre du polar : en effet, en 1997, si le drame Kansas Blues, de John Patrick Kelley, passe inaperçu, elle connait un large succès commercial avec le thriller Le Collectionneur, de Gary Fleder, face à Morgan Freeman, dans le rôle de l'inspecteur Alex Cross. Le film connaîtra une suite en 2001, toujours avec Freeman, Le Masque de l'araignée (Along came a spider).
L'actrice, qui s'est néanmoins imposée dans un registre physique et torturé psychologiquement, enchaîne en 1999 Voyeur, de Stephan Elliott avec Ewan McGregor et n'hésite pas à remplacer Jodie Foster dans le rôle de Libby Parsons pour les besoins de Double Jeu, de Bruce Beresford, avec Tommy Lee Jones. Les critiques sont néanmoins mauvaises, et l'actrice tente donc de se diversifier. Mais en 1998, le drame Simon Birch, écrite et réalisée par Mark Steven Johnson, ne fonctionne pas, et deux tentatives de  comédie romantique n'arrivent pas à convaincre en 2000 : que ce soit Où le cœur nous mène, avec Natalie Portman, ou le plus classique Attraction animale, de Tony Goldwyn, où son personnage élabore une théorie sur le machisme.
La décennie qui suit s'avère difficile.

### Progression en demi-teinte (années 2000)

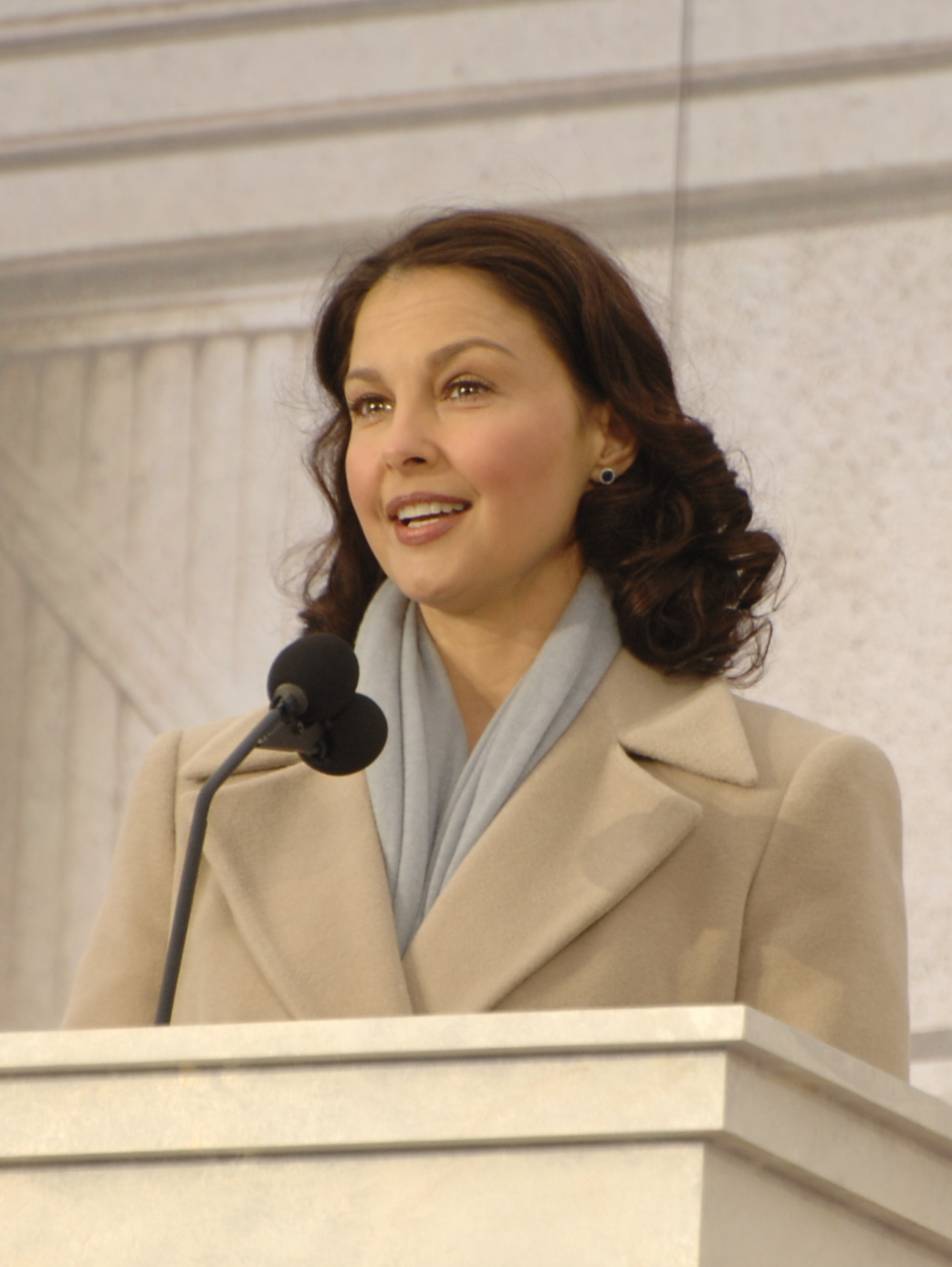
L'actrice au Lincoln Memorial de Washington, D.C., en janvier 2009.

Elle revient en 2001 au thriller avec Crimes et Pouvoir, qui lui permet aussi de retrouver Morgan Freeman, sous la direction cette fois de Carl Franklin, un film à suspense dans lequel elle incarne une avocate ayant de sérieux doutes sur le passé de son mari. Parallèlement, elle accepte d'intégrer la distribution du biopic porté par Salma Hayek, Frida. Ce long-métrage réalisé par Julie Taymor lui permet de prêter ses traits à Tina Modotti. Elle accepte aussi un autre rôle de film choral, Les Divins Secrets, écrit et réalisé par Callie Khouri. L'actrice y incarne la version jeune du personnage joué par Ellen Burstyn.
En 2004, elle ne défend que deux projets : d'abord le thriller Instincts meurtriers, de Philip Kaufman, où elle est entourée de Samuel L. Jackson et Andy Garcia, puis la comédie musicale De-Lovely, d'Irwin Winkler, dont elle partage l'affiche avec Kevin Kline, qui incarne le compositeur Cole Porter.
L'année 2006 lui permet de regagner les faveurs de la critique. Elle impressionne d'abord en tête d'affiche du thriller psychologique Bug, réalisé par le maitre William Friedkin, qui est remarqué au Festival de Cannes 2006. Puis elle surprend dans le premier rôle du drame indépendant Come Early Morning, première réalisation acclamée de l'actrice Joey Lauren Adams.
Elle poursuit dans ce registre émotionnel en 2009, en jouant le rôle-titre du mélodrame Helen, écrit et réalisé par Sandra Nettelbeck, puis en rejoignant la distribution de stars déchues du drame indépendant Droit de passage, de Wayne Kramer. L'actrice y évolue aux côtés de Harrison Ford et Ray Liotta. Les critiques sont de nouveau désastreuses. L'actrice va donc clairement changer de registre pour la suite.

### Passage au second plan (années 2010)

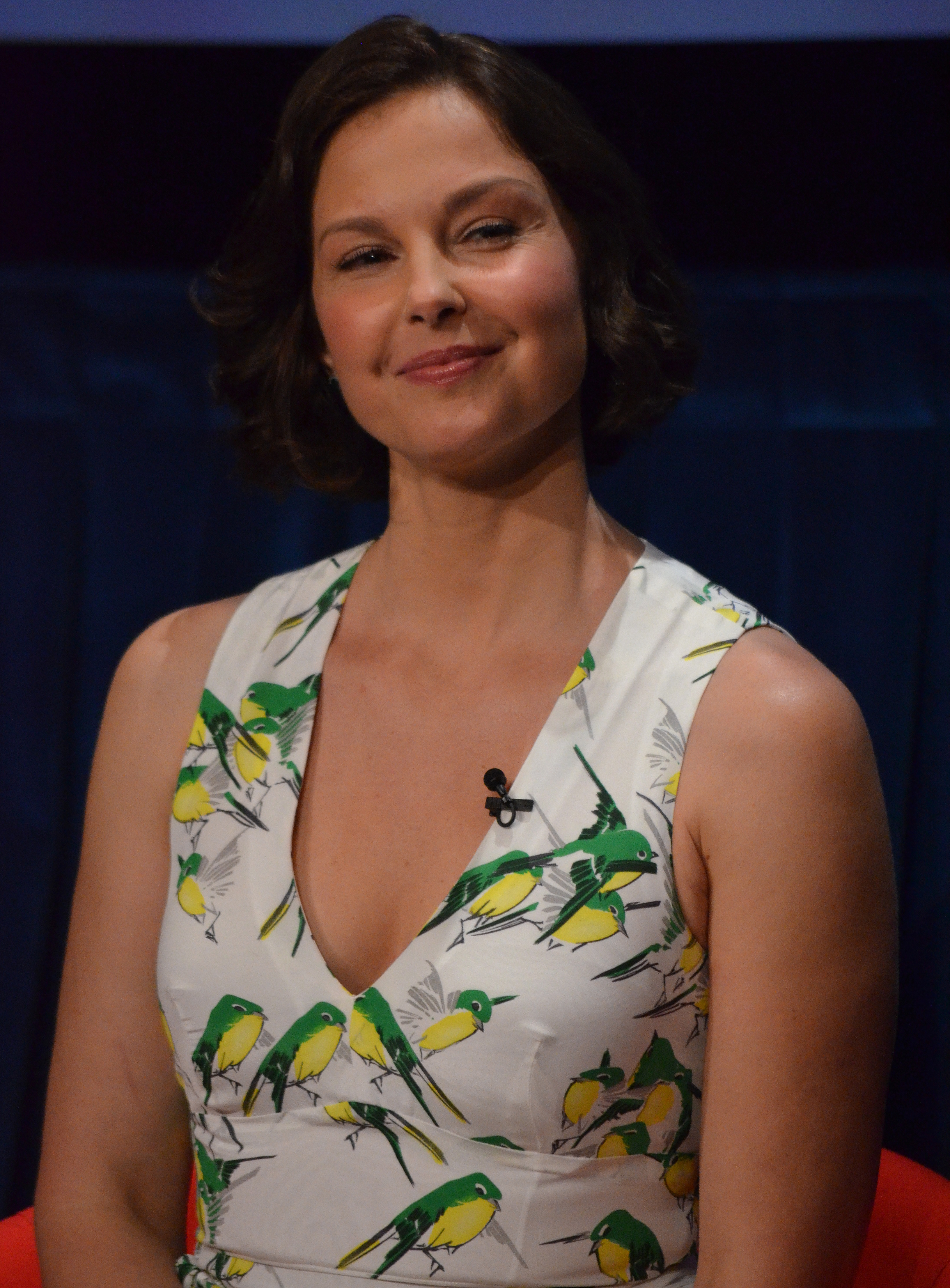
L'actrice en avril 2012, pour la promotion de Missing au PaleyFest.

Elle débute les années 2010, en acceptant de jouer dans la comédie fantastique familiale des studios Disney Fée malgré lui, portée par Dwayne Johnson, puis elle joue dans la comédie Flypaper, face à la star de télévision Patrick Dempsey. Ensuite, elle fait partie de la distribution de la production jeunesse L'Incroyable Histoire de Winter le dauphin, avec Harry Connick Jr. et Morgan Freeman, et qui sort en 2011. Le film connaît un succès critique et commercial surprise, et elle accepte donc de reprendre son rôle de Lorraine Nelson pour une suite, L'Incroyable Histoire de Winter le dauphin 2, sortie en 2014.
En mars 2012, elle tient le premier rôle d'une série télévisée, Missing. Ce projet, qu'elle produit également, lui permet de revenir à son genre de prédilection, le thriller psychologique. Mais la chaîne ABC décide de s'arrêter aux dix épisodes de la première saison.
L'actrice accepte donc des seconds rôles dans des grosses productions ouvertement commerciales : en 2013, elle évolue dans le film d'action La Chute de la Maison Blanche, d'Antoine Fuqua, où elle incarne une première dame. Puis en 2014, elle fait partie du casting de Divergente, blockbuster signé Neil Burger. Elle y joue Natalie Prior, la mère de l'héroïne jouée par la jeune star Shailene Woodley. Le succès du film l'amènera à reprendre son rôle pour les suites Divergente 2 : L'Insurrection et  Divergente 3 : Au-delà du mur, réalisées par Robert Schwentke, et sorties en 2015 et 2016.
Parallèlement, elle tente de revenir vers des rôles plus consistants, mais dans des projets qui passent inaperçus : la comédie musicale The Identical, de Dustin Marcellino (2014), ou encore la comédie romantique Big Stone Gap, d'Adriana Trigiani (2015), pour laquelle elle est entourée de Patrick Wilson, Whoopi Goldberg et d'acteurs de séries télévisées. En 2016, elle accepte un second rôle de mère de famille pour le drame indépendant Good Kids, écrit et réalisé par Chris McCoy. La même année, elle renoue enfin avec un projet acclamé par la critique avec Barry, biopic  de Vikram Gandhi consacré au passage du président Barack Obama à l'université de Columbia en 1981.
David Lynch la choisit pour intégrer la distribution de la nouvelle saison de sa série culte Twin Peaks, attendue pour début 2017 sur la chaîne Showtime. Elle accepte ensuite de rejoindre la saison 2 d'une autre série, plus confidentielle, Berlin Station.

### Engagements politiques

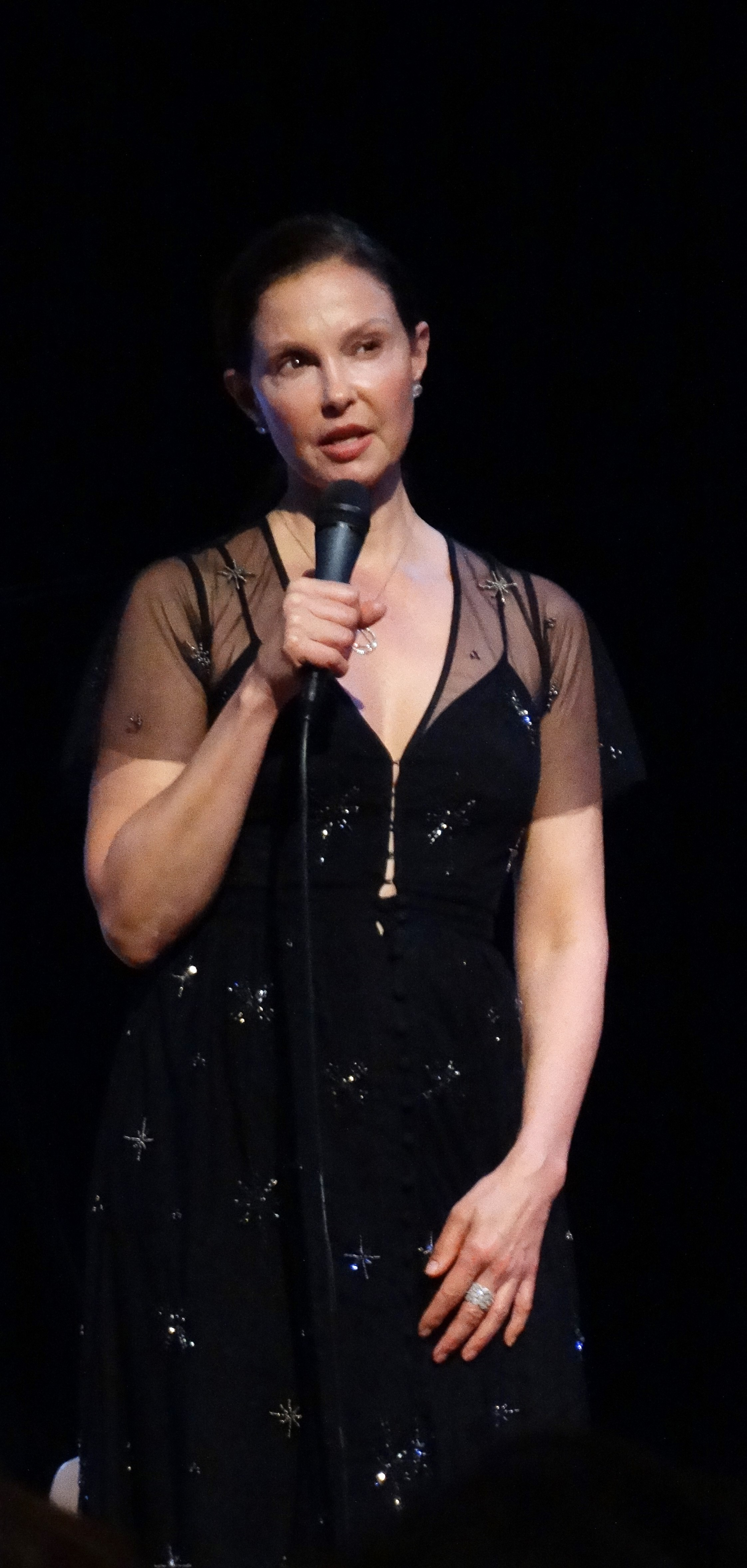
Ashley Judd, marraine du colloque abolitionniste #MeToo & prostitution : les survivantes brisent le silence !, en novembre 2018, Paris.

Depuis 2003, Ashley Judd parcourt le monde pour venir à la rencontre des populations les plus pauvres et vulnérables de la planète, particulièrement les femmes et les filles les plus démunies, dans le cadre de plus d'une dizaine de missions humanitaires organisées par des associations telles que Population Services International. Comme ambassadrice de YouthAids, elle fonde en janvier 2005 un centre de dépistage du VIH au Cap, en Afrique du Sud. Interrogée en 2010 par CNN sur ses activités bénévoles et militantes, elle témoigne publiquement des conflits en République démocratique du Congo et de la connexion entre les intérêts financiers issus de l'exploitation de minerais qui servent à la fabrication d'appareils électroniques et l'usage du viol comme arme de guerre contre les filles et les femmes congolaises.
Elle n'a que 41 ans lorsqu'elle publie avec Maryanne Vollers ses mémoires sous le titre All That Is Bitter and Sweet. En plus de 400 pages, elle y révèle que la raison de ses engagements socio-politiques envers les personnes les plus marginalisées plonge ses racines dans sa propre enfance marquée par la violence, l'abandon et les addictions l'ayant profondément traumatisée, et finalement portée à secourir les autres après être parvenue à la guérison à la suite d'années de thérapie. Cet ouvrage de résilience est alors salué par des personnalités majeures, telles que Gloria Steinem, Madeleine Albright et Desmond Tutu.
L'actrice devient ensuite une figure de la Marche des femmes sur Washington en galvanisant la foule américaine en colère avec son interprétation de Nasty Woman de la jeune poétesse Nina Donovan, en 2017.
Dans une plainte déposée en avril 2018, Ashley Judd affirme alors qu'Harvey Weinstein a anéanti ses chances d'apparaître dans la trilogie de films Le Seigneur des anneaux, en disant au réalisateur et à son équipe que travailler avec la comédienne était "un cauchemar". Des affirmations que le réalisateur Peter Jackson a publiquement confirmées dans des interviews. Selon elle, Harvey Weinstein aurait fait cela pour la punir d'avoir rejeté ses avances sexuelles en 1997.
Ainsi impliquée dans les mouvements #MeToo et Time's Up, elle devient à Paris, en novembre 2018, la marraine et modératrice de l'événement international #MeToo & prostitution : Les survivantes brisent le silence !, organisé par Osez le féminisme !, CAP International et le Mouvement du Nid, ayant pour objectif de donner la parole à des militantes abolitionnistes rescapées de différentes formes de prostitution, telles que l'Irlandaise Rachel Moran, fondatrice de SPACE International, la Sud-Africaine Mickey Meji, fondatrice de Kwanele, la Française Rosen Hicher, ou encore la Belge Pascale Rouges,.

## Vie privée
Par sa grand-mère paternelle, elle descend de William Brewster, l’un des plus célèbres passagers du Mayflower, le navire qui amena en Amérique, en 1620, les tout premiers colons de Nouvelle Angleterre, connus sous le nom de Pères Pelerins. Ceci fut révélé en 2011, lors de la participation d’Ashley à l’épisode 2 de la saison 8 de l’émission généalogique Who Do You Think You Are?, diffusée par NBC. D’après FamilySearch, Ashley Judd aurait écrit que ce fut l’une des plus merveilleuses expériences de sa vie. Sa mère et sa sœur sont de célèbres chanteuses de country, Naomi Judd et Wynonna Judd.
Elle a été mariée au coureur automobile Dario Franchitti, de 2001 à 2013.
Ashley Judd est l'ambassadrice officielle de l'association Youth Aids qui lutte pour l'information sur le virus du sida.

## Filmographie

### Au cinéma
- 1992 : Kuffs de Bruce A. Evans : épouse du propriétaire du magasin de peinture
- 1993 : Ruby in Paradise de Victor Nuñez : Ruby Lee Gissing
- 1994 : Tueurs nés (Natural Born Killers) d'Oliver Stone : Grace Mulberry - séquence non retenue au montage
- 1995 : Darkly Noon, le jour du châtiment (The Passion of Darkly Noon) de Philip Ridley : Callie
- 1995 : Smoke de Wayne Wang : Felicity
- 1995 : Heat de Michael Mann : Charlene Shiherlis
- 1996 : Le Droit de tuer ? (A Time to Kill) de Joel Schumacher : Carla Brigance
- 1996 : Normal Life de John McNaughton : Pam Anderson
- 1997 : Kansas Blues (The Locusts) de John Patrick Kelley : Kitty
- 1997 : Le Collectionneur (Kiss the Girls) de Gary Fleder : Dr Kate McTiernan
- 1998 : Simon Birch de Mark Steven Johnson : Rebecca Wenteworth
- 1999 : Our Friend, Martin (vidéo) : Mrs. Dale (voix)
- 1999 : Voyeur (Eye of the Beholder) de Stephan Elliott : Joanna Eris
- 1999 : Double Jeu (Double Jeopardy) de Bruce Beresford : Elizabeth « Libby » Parsons
- 2000 : Où le cœur nous mène (Where the Heart Is) : Lexie Coop
- 2001 : Attraction animale (Someone Like You…) de Tony Goldwyn : Jane Goodale
- 2002 : Crimes et Pouvoir (High Crimes) de Carl Franklin : Claire Kubik
- 2002 : Les Divins Secrets (Divine Secrets of the Ya-Ya Sisterhood) de Callie Khouri : Vivi Abbott Walker jeune
- 2002 : Frida de Julie Taymor : Tina Modotti
- 2004 : Instincts meurtriers (Twisted) de Philip Kaufman : Jessica Shepard
- 2004 : De-Lovely d'Irwin Winkler : Linda Porter
- 2006 : Bug de William Friedkin : Agnes
- 2006 : Come Early Morning de Joey Lauren Adams : Lucy
- 2009 : Helen (en) de Sandra Nettelbeck : Helen
- 2009 : Droit de passage (Crossing over) de Wayne Kramer : Denise Frankel
- 2010 : Fée malgré lui de Michael Lembeck : Carly
- 2011 : Hold-up (Flypaper) de Rob Minkoff : Kaitlin Nest / Alexis Black
- 2011 : L'Incroyable Histoire de Winter le dauphin (Dolphin Tale) de Charles Martin Smith : Lorraine Nelson
- 2013 : La Chute de la Maison-Blanche d'Antoine Fuqua : Margaret Asher
- 2014 : Divergente (Divergent) de Neil Burger : Natalie Prior
- 2014 : L'Incroyable Histoire de Winter le dauphin 2 (Dolphin Tale 2) de Charles Martin Smith : Lorraine Nelson
- 2015 : The Identical (en) de Dustin Marcellino : Louise Wade
- 2015 : Divergente 2 : L'Insurrection (Divergent 2) de Robert Schwentke : Natalie Prior
- 2015 : Big Stone Gap (en) d'Adriana Trigiani : Ave Maria Mulligan
- 2016 : Divergente 3 : Au-delà du mur (Divergent 3) de Robert Schwentke : Natalie Prior
- 2016 : Good Kids (en) de Chris McCoy : Gabby
- 2016 : Barry de Vikram Gandhi : Ann Dunham
- 2017 : Trafficked (en) de Will Wallace : Diane
- 2019 : L'Incroyable Aventure de Bella de Charles Martin Smith : Terri
- 2022 : She Said de Maria Schrader : elle-même
- 2022 : My Name is Andrea (en) de Pratibha Parmar : Andrea Dworkin (rôle partagé)

### À la télévision
- 1991 : Star Trek : La Nouvelle Génération : Robin Lefler
- 1992 : Till Death Us Do Part (téléfilm) : Gwen Fox
- 1996 : Norma Jean & Marilyn (téléfilm) : Norma Jean Dougherty
- 2000 : The Ryan Interview (téléfilm) : Fredericka Rose
- 2012 : Missing : Au cœur du complot (série TV) : Rebecca « Becca » Winstone (10 épisodes)
- 2017 : Twin Peaks (série TV, saison 3) de David Lynch : Beverly Paige
- 2018 : Berlin Station (série TV, saisons 2 & 3) : BB Yates

## Publication
- All that is Bitter is Sweet, en collaboration avec Maryanne Vollers, préfacé par Nicholas D. Kristof, 2010, Ballantine Books, 432 p.  (ISBN 0345523628 et 978-0345523624)

## Voix francophones
En France, Marjorie Frantz, Martine Irzenski et Juliette Degenne ont doublé Ashley Judd à six occasions pour la première et cinq reprises pour les deux suivantes. En parallèle, Emmanuelle Rivière l'a doublée dans la série Divergente.
Au Québec, Natalie Hamel-Roy est la voix québécoise règulière de l'actrice. Julie Burroughs l'a doublée à cinq reprises.